# Ángel Canales
Ángel Luis Canales (Santurce, 29 de junio de 1950), es un cantante puertorriqueño de salsa, radicado en Nueva York. entre sus éxitos destacan: "Nostalgia", "Sol de mi vida", "Perico Macoña", Lejos de ti", "Hace tiempo", "El Cantante y la Orquesta", "Sabor Los Rumberos Nuevos", "Bomba Carambomba" y su célebre versión del bolero "Dos Gardenias".

## Biografía
Nació en Santurce, Puerto Rico. A los ocho años se mudó con su familia a Nueva York donde vivió en el East Harlem. Recibió desde pequeño gran influencia musical siendo la música de Cortijo y su Combo y la de Ismael Rivera las que más lo marcaron como músico.
Se inició como timbalero en una banda dirigida por el guitarrista Luis Torres. En la orquesta de Ray Jay debutó como cantante cuando tuvo que reemplazar al vocalista. Luego se unió al grupo de Mark Dimond, ex pianista de Willie Colón y Héctor Lavoe. El grupo luego se cambió el nombre a "Ángel Canales y Sabor".
Con esta orquesta se hicieron los éxitos "Sabor Los Rumberos Nuevos", "Sol de mi vida", "Lejos de ti", "Hace tiempo" y "Perico Macoña". Se le reconoce por su interpretación del bolero "Dos gardenias".
Por la forma como distribuye la estructura de los coros de sus canciones (generalmente, utiliza dos coros con letra diferente en el montuno), su actitud en el escenario y por el peculiar timbre de su voz, Ángel Canales es llamado "El Diferente".

## Biografía y trayectoria
Ángel Luis Canales nace en 29 de junio de 1950 en Santurce, Puerto Rico. Sus padres Ángel Luis Canales Sr. y Ana Ilda Canales lo trajeron a El Barrio del Alto Manhattan, Nueva York, a la edad de 8 años. Durante su infancia escuchó la música de Rafael Cortijo con Ismael Rivera, la canción Jíbara (campesina) y los cantantes románticos de los cincuenta preferidos en su casa. En Nueva York, los sonidos cambiaron, sus nuevos amigos no hablaban español y en la escuela se escuchaba a Elvis Presley y el Motown. Luego llegó la explosión del boogaloo. Cuando sus mismos amigos y el propio Canales se vuelcan a redescubrir la música latina a través del 'tumbao' de agrupaciones jóvenes como Willie Colón, Johnny Colon, Pete Rodríguez y los Hermanos Lebrón.
En la escuela no fue muy bueno con los libros en general, pero siempre se destacó en el taller de máquinas. Así que decide presentarse a trabajar en una joyería, recomendado por un profesor que lo estimaba mucho. Primero ingresó de mensajero. Luego, mirando con curiosidad el arte de los talladores de diamantes, aprendió a pulirlos, tallarlos y montarlos, lo que al fin de cuentas se convirtió en su verdadera profesión de por vida.
A finales de los sesenta es reclutado para el ejército. A su regreso, encontró que algunos de sus amigos de infancia se habían convertido en músicos, entre ellos Antonio Tapia, Luis Rivera y Johnny Torres. Todos ellos reunidos en una modesta banda liderada por un pianista negro americano que se hacía llamar Markolino (Mark Dimond). Un personaje extravagante, al que le gustaba componer, arreglar y tocar el piano de una manera muy singular y adelantada para los salseros de los setenta.
Canales llega en el momento en que Markolino firma con el sello Fania, y por sugerencia de su compadre Johnny Torres va al estudio a poner su voz en varios surcos de canciones que nunca había escuchado. De toda esta improvisación, surge el LP “Brujería” donde la tímida voz de Canales se empieza a destacar en los temas: El Barrio, Yo no tengo Pena, Brujería, Tiene Sabor, Mariquita y Aguardiente.
Entre 1970 y 1974 Markolino, Angel Canales y sus amigos músicos sobreviven tocando el repertorio de éste singular LP, en bodas y bailes, hasta que Markolino desaparece del mapa por problemas personales. Se rumoró que había muerto, pero luego lo resucitan Hector Lavoe, Frankie Dante y Chivirico Dávila en las grabaciones de “Rompe Saragüey (75)”, “Por Qué Adoré (76)”y “El Quinto de Beethoven (76)”. Después, volvió a desaparecer y revive milagrosamente en la grabación de Larry Harlow, en Miami en 1988 “Mortifica”.
Mientras tanto Angel Canales apoyado por la mayoría de los músicos vacantes decide arrancar una nueva etapa, donde no solo aportaría el dinero de su trabajo, sino composiciones y liderazgo. Aparece en el LP de 1975 “Canales y la Orquesta Sabor”, producido para el sello Alegre por Joe Cain. Se destacaron en esta producción dos pianistas colombianos: el pastuso Edy Martinez, responsable de todos los arreglos, y el costeño Joe Madrid, ejecutante de todos los solos.
La Radio se alborotó cuando empezó a sonar “Lejos de ti”, surgía un híbrido vocal combinación de Hector Lavoe, Juan Legido, Marco Antonio Muñiz y hasta de Fernando Alvarez, con el timbre personal del tallador de diamantes.
No fueron pocas las críticas negativas que llovieron en torno a éste enigmático cantante que se autofinanciaba y nunca buscó “la payola” para promocionar sus discos. Pero esto era solo el comienzo, Canales impuso un nuevo estilo en las vestimentas salseras, su cabeza rapada, las coreografías y sobre todo su potente orquesta llena de músicos informales a la que le sumó los más excéntricos y agresivos artistas del jazz de la ciudad, libres para improvisar sobre unos mambos complicados que salían de un saxo barítono, una altísima trompeta y dos agrios trombones. Era el sonido Jazzy que sonaba feliz y descomplicado, adelantado a la época. Era “El sentimiento de un Latino en Nueva York".
Celosamente vigilado y bloqueado por los más importantes promotores de salsa de la urbe, que veían en Canales un ser demasiado independiente que pagaba a sus músicos los más altos salarios, en 1977 le llega a Canales la oportunidad de descubrir su acogida fuera de las “entrañas del monstruo”. Un empresario le envía un adelanto de cinco mil dólares, ticket aéreo y hospedaje en el Hilton de Panamá para que se presente por primera vez en Latinoamérica con toda la banda. El éxito fue rotundo, de ahí el homenaje de Angel Canales a su “Panamá Soberana”.
Las otras tres únicas salidas de Canales al exterior han sido a Caracas (Venezuela) en 1982 en El Poliedro; manejado por Izzi Zanabria (Maestro de Ceremonias de Fania All Stars) y de Ralph Mercado, otra presentación en Cali (Colombia) y otra en Lima (Perú) en los años 1990.
Entre 1975 y 1987 Canales grabó 9 discos de larga duración. Reaparece y brevemente firma con Chino Rodríguez, quien lo llevó a Nueva York en 1993 después de una campaña promocional de 90 días donde Angel Canales se relanzó en el Club Broadway con su banda original. El Club Broadway era de propiedad de Ralph Mercado, el club estaba lleno de fanáticos y una línea se formó alrededor del la entrada para obtener y ver a el legendario cantante, Chino Rodríguez había citado que estaba planeando una gira mundial para Angel Canales sin embargo después de un desacuerdo con el Sr. Rodríguez, se desvinculó la relación de Rodríguez como agente de Canales. Pasaron unos años y Angel Canales, en 1996, tímidamente hace un par de grabaciones producidas en Miami: “Niña Melé” y “Sólo sé que tiene nombre de mujer”.
Angel Canales ha sido uno de los pocos vocalistas que se ha dado el lujo de presentarse sin promotores e itinerarios. Un lujo que le otorgó su verdadera profesión de tallador de diamantes.
Poco se sabe de la suerte actual de Angel Canales, pero se rumorea que su distancia de los escenarios se debe en parte a la enfermedad que aqueja sus articulaciones desde hace varios años.

## Discografía
- 1971 - Brujería.
- 1975 - Sabor.
- 1976 - El San Juan.
- 1977 - Más Sabor. (Es el trabajo "Brujería", reeditado con este nombre y donde se omite el crédito a Markolino Dimond como líder. Solo se le da el crédito como compositor)
- 1978 - Live at Roseland.
- 1979 - Sentimiento del Latino en Nueva York.
- 1981 - El Diferente.
- 1982 - Different Shades of Thought. (En algunos países se publicó con el nombre "A Usted".)
- 1985 - Ya Es Tiempo (It's Time).
- 1985 - Que Nadie Sepa Mi Sufrir.
- 1991 - Y Su Salsa En Vivo.
- 1991 - Live el Diferente.
- 2002 - Historia de Una Leyenda.
- 2002 - Millonarios de la Salsa.
- 2009 - Lo Mejor de Ángel Canales

- Datos: Q6173085